# 讷维勒巴鲁瓦
讷维勒巴鲁瓦（法語：Neuvy-le-Barrois，法語發音：[nøvi lə baʁwa]）是法国谢尔省的一个市镇，位于该省东南部，属于圣阿芒蒙龙区。

## 地理
讷维勒巴鲁瓦（46°51'53"N, 3°2'14"E）面积41.98 平方千米，位于法国中央-卢瓦尔河谷大区谢尔省，该省份为法国中部省份，北起卢瓦雷省，西接卢瓦-谢尔省和安德尔省，南至克勒兹省，东南接阿列省，东临涅夫勒省。
与讷维勒巴鲁瓦接壤的市镇（或旧市镇、城区）包括：阿列河畔阿普勒蒙、拉沙佩勒于贡、格罗苏夫尔、阿列河畔莫尔奈、桑宽、阿列河畔马尔斯、桑凯兹-莫斯。

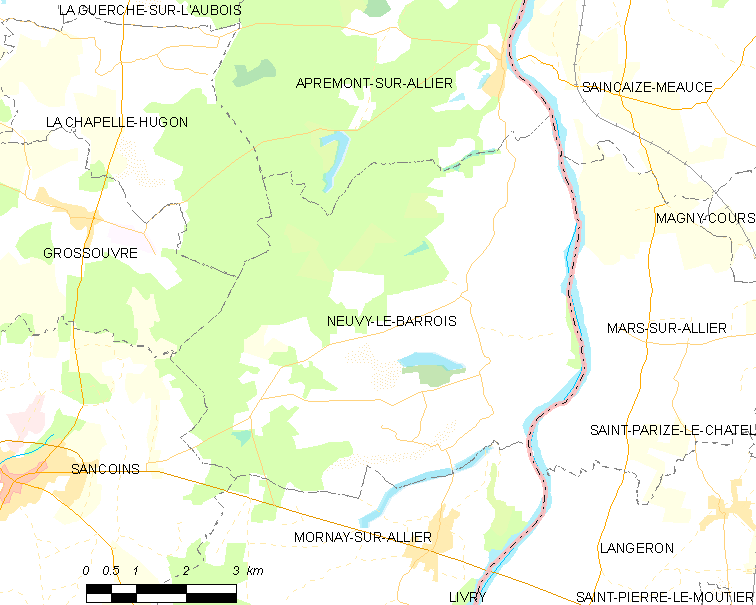
讷维勒巴鲁瓦的OSM定位图

讷维勒巴鲁瓦的时区为UTC+01:00、UTC+02:00（夏令时）。

## 行政
讷维勒巴鲁瓦的邮政编码为18600，INSEE市镇编码为18164。

## 政治
讷维勒巴鲁瓦所属的省级选区为欧龙河畔丹县。

## 人口

1962-2008年间讷维勒巴鲁瓦人口变化图示

讷维勒巴鲁瓦于2022年1月1日时的人口数量为147人。